# روبان سرخ
روبان سرخ، روبانی به رنگ سرخ است که در موقعیت‌های مختلف معانی گوناگونی دارد.
شناخته‌شده‌ترین معنی روبان سرخ همدردی بین‌المللی با قربانیان بیماری ایدز و آگاهی و توجه به این بیماری است.

## تاریخچه
روبان سرخ در سال ۱۹۹۱ میلادی توسط فرانک مور، یکی از هنرمندان انجمن ویژیوال ایدز خلق شد. روبان سرخ به منظور آن خلق شد که آن را بر سمت راست لباس خود (قلب)، دست (به‌عنوان دست‌بند) و شال بست تا نشانه‌هایی برای ابراز همدردی با تمامی افراد مبتلا به بیماری ایدز باشند.

## ریشه
ریشهٔ روبان سرخ از روبان زرد گرفته شده‌است.
در آمریکا برخی از خانواده‌های سربازان آمریکایی، روبان زردی بر در خانه‌هایشان نصب می‌کردند که این روبان زرد نشان‌گر امید و دیدار مجدد سربازان با خانواده‌هایشان بود.